# Gujin
 (septembre 2012).
Gujin est un chargeur d'amorçage sous licence libre GNU GPL.